# سیارک ۱۴۱۲۹
سیارک ۱۴۱۲۹ (به انگلیسی: 14129 Dibucci، نامگذاری:1998QO95) چهارده هزار و صد و بیست و نهمین سیارک کشف شده‌است که در ۱۹ اوت ۱۹۹۸ کشف شد.
قدر مطلق سیارک برابر ۱۷.۰ است.